# Episodi di The L Word (quinta stagione)
La quinta stagione della serie televisiva The L Word, composta da dodici episodi, è stata trasmessa sul canale statunitense via cavo Showtime dal 6 gennaio al 23 marzo 2008.
In Italia, la stagione è andata in onda in prima visione sul canale LA7 dal 19 febbraio al 12 marzo 2010; i restanti episodi sono stati trasmessi da La7d dal 23 luglio al 10 settembre 2010.
| nº | Titolo originale             | Titolo italiano                | Prima TV USA     | Prima TV Italia   |
| -- | ---------------------------- | ------------------------------ | ---------------- | ----------------- |
| 1  | LGB Tease                    | LGB tentatrici                 | 6 gennaio 2008   | 19 febbraio 2010  |
| 2  | Look Out, Here They Come!    | Attenti, arrivano!             | 13 gennaio 2008  | 26 febbraio 2010  |
| 3  | Lady of the Lake             | La signora del lago            | 20 gennaio 2008  | 5 marzo 2010      |
| 4  | Let's Get This Party Started | Che la festa cominci           | 27 gennaio 2008  | 12 marzo 2010     |
| 5  | Lookin' At You, Kid          | Ti tengo d'occhio, ragazza mia | 3 febbraio 2008  | 23 luglio 2010    |
| 6  | Lights! Camera! Action!      | Luci! Camera! Azione!          | 10 febbraio 2008 | 30 luglio 2010    |
| 7  | Lesbians Gone Wild           | Lesbiche scatenate             | 17 febbraio 2008 | 6 agosto 2010     |
| 8  | Lay Down the Law             | Come dettare legge             | 24 febbraio 2008 | 13 agosto 2010    |
| 9  | Liquid Heat                  | Caldo bollente                 | 2 marzo 2008     | 20 agosto 2010    |
| 10 | Lifecycle                    | Ciclo vitale                   | 9 marzo 2008     | 27 agosto 2010    |
| 11 | Lunar Cycle                  | Ciclo lunare                   | 16 marzo 2008    | 3 settembre 2010  |
| 12 | Loyal and True               | Fedeltà e onestà               | 23 marzo 2008    | 10 settembre 2010 |

## 1. LGB-Tentatrici
Bette e Tina cercano di iscrivere Angelica ad una scuola materna. Il gesto di buona fede di Bette nei confronti di Jodi si ritorce contro di lei al suo ritorno a Los Angeles, quando Jodi mostra poca gratitudine per il regalo di bentornata della stessa Bette, facendola rimanere male. Shane ha problemi nella sua relazione con Paige e ricade di nuovo nelle vecchie abitudini: mentre visitano una casa che desiderano comprare per viverci assieme a Jared (figlio di Paige), Shane viene colta in flagrante da Paige - allontanatasi un momento col piccolo Jared - a fare sesso con la ragazza che li stava guidando per la casa, che Shane conosceva. Helena viene mandata in prigione per aver "derubato" Catherine. Impossibilitata a contattare sua madre, Helena si trova ora ad affrontare una vita triste dietro le sbarre, lamentandosi del cibo e della compagnia nella cella di una robusta donna che Helena crede sia un'assassina. Jenny torna da una vacanza in Messico, più fredda e squilibrata che mai, con un eccentrico finanziere miliardario, William Halsey, per aiutarla a lanciare un'adattamento cinematografico creativo del suo libro "Lez Girls" dallo studio di Tina. Tina cerca di lavorare con Jenny (essendo la produttrice del suo film), ma lei si rifiuta di collaborare per gli accaduti durante la fine della stagione precedente. Inoltre, Phyllis ha dei ripensamenti sul fatto di andare a convivere con Joyce durante una festa di "coming out" che Kit organizza per loro al Planet. Paige, scoperta l'infedeltà di Shane, pone fine alla loro relazione, e vendicandosi, provoca un incendio al negozio di Shane (il "Wax"), che lo distrugge completamente.

## 2. Attenti, arrivano!
L'evidente e persistente affetto di Tina per Bette influenza i suoi tentativi di interessarsi ad altre persone. Jenny trova a Shane un lavoro dell'ultimo minuto come parrucchiera al matrimonio della figlia di William Halsey, che si traduce in una serie di incontri erotici quando Shane seduce due delle damigelle e anche la madre della sposa, causando un intrigo che la fa inseguire dalle tre scatenate quando scoprono che Shane ha fatto sesso con tutte e 3 nello stesso giorno. Nel frattempo, Tasha torna e rivela ad Alice di essere indagata dall'esercito americano per "condotta omosessuale". Altrove, Kit e Max incontrano una ragazza di nome Adele, ossessionata dai libri di Jenny, e le propongono il lavoro dei suoi sogni: diventare la sua nuova assistente personale. In prigione, Helena viene salvata dalla sua compagna di cella, Dusty, dalle minacce di un'altra detenuta, cosa che sembra avvicinarle. Inoltre, Phyllis confida a Joyce di avere dubbi sulla loro storia d'amore, mentre la storia d'amore tra Bette e Jodi sembra andare meravigliosamente.